# Линн, Джерри
Джереми Линн (англ. Jeremy Lynn, род. 12 июня 1963, Миннеаполис, Миннесота), более известный как Джерри Линн (англ. Jerry Lynn), — бывший американский рестлер, в настоящее время работающий в All Elite Wrestling в качестве продюсера и тренера. 
Он работал в таких организациях, как World Championship Wrestling (WCW), Extreme Championship Wrestling (ECW), World Wrestling Federation (WWF), NWA Total Nonstop Action (NWA-TNA) и Ring of Honor (ROH). Линн является двукратным чемпионом мира в тяжёлом весе: один раз он был чемпионом мира ECW в тяжёлом весе и один раз — чемпионом мира ROH. За свою карьеру Линн также становился чемпионом GWF в полутяжёлом весе (один раз), чемпионом WWF в полутяжёлом весе (один раз), чемпионом икс-дивизиона TNA (два раза) и командным чемпионом мира NWA (два раза). Линн ушёл с ринга 23 марта 2013 года, ровно через 25 лет после начала своей карьеры.

## Титулы и достижения
- All American Wrestling
  - Чемпион AAW в тяжёлом весе (1 раз)[1][2]
  - Чемпион ACW в тяжёлом весе (1 раз)[3]
  - Командный чемпион ACW (1 раз) — со Скотом Саммерсом[4]
  - Anarchy Elite (2016)[5]
- Born Championship Wrestling
  - Чемпион BCW в тяжёлом весе (1 раз)[6]
- East Coast Wrestling Association
  - Super 8 Tournament (2007)[7]
- Extreme Championship Wrestling
  - Чемпион мира ECW в тяжёлом весе (1 раз)[8]
  - Зал славы хардкора (2010)
- Extreme Rising
  - Легенда года (2012)[9]
- Frontier Wrestling Alliance
  - FWA British Heavyweight Title No.1 Contenders Round Robin Challenge (2002)[10]
- Gateway Championship Wrestling
  - Чемпион GCW в тяжёлом весе (1 раз)
- Global Wrestling Federation
  - Чемпион GWF в полутяжёлом весе (1 раз)[11]
- Heavy On Wrestling
  - Зал славы (2013)[12]
- Independent Wrestling Association East Coast
  - Чемпион IWA East Coast в тяжёлом весе (1 раз)[13][14]
- Independent Wrestling Association Mid-South
  - Чемпион IWA Mid-South в тяжёлом весе (1 раз)[15]
- Indie Hall of Fame
  - С 2022 года[16]
- International Wrestling Cartel
  - Чемпион супер-инди IWC (1 раз)[17]
  - Турнир супер-инди (2008)[18]
- Metroplex Wrestling
  - Чемпион MPX (1 раз)[19]
- NWA Mid-South
  - Чемпион NWA Mid-South в тяжёлом весе (1 раз)[20][21]

- NWA Total Nonstop Action
  - Командный чемпион мира NWA (2 раза) — с Эй Джей Стайлзом (1) и Эмейзинг Редом (1)[22]
  - Чемпион икс-дивизиона TNA (2 раза)[23]
  - World X Cup (2004) — с Крисом Сейбином, Кристофером Дэниелсом и Эликсом Скиппером[24]
  - Турнин за командное чемпионство NWA (2002) — с Эй Джей Стайлзом[25]

- New Era Pro Wrestling
  - Чемпион Тройной короны NEPW (1 раз)[26]
- New York Wrestling Connection
  - Чемпион NYWC в тяжёлом весе (1 раз)[27]
  - Хай-фай-чемпион NYWC (1 раз)[28]
  - Межштатный чемпион NYWC (1 раз)[29]
  - Зал славы NYWC (2019)
- Premier Wrestling Federation
  - Матч года (2004) — против Масато Танаки[30]
- Pro Wrestling America
  - Чемпион PWA в тяжёлом весе (1 раз)[31]
  - Чемпион PWA в полутяжёлом весе (3 раза)[32][33]
  - Командный чемпион PWA (1 раз) — с Лайтнинг Кидом[34]
- Pro Wrestling Illustrated
  - Возвращение года (2009)[35]
  - Самый прогрессирующий рестлер года (1999)[36]
  - № 29 в топ 500 рестлеров в рейтинге PWI 500 в 2003[37]
  - № 281 в топ 500 рестлеров в рейтинге PWI Years в 2003
- Ring of Honor
  - Чемпион мира ROH (1 раз)[38]
- Showtime All-Star Wrestling
  - Международный чемпион SAW в тяжёлом весе (1 раз)[39]
- Steel Domain Wrestling
  - Телевизионный чемпион SDW (1 раз)[40]
- Suncoast Pro Wrestling
  - Командный чемпион SPW (1 раз) — с Брэди Буном[41]
- United States Wrestling Organization
  - Чемпион USWO в тяжёлом весе (1 раз)[42]
  - Телевизионный чемпион USWO (1 раз)[43]
- World Wrestling All-Stars
  - Международный чемпион WWA в первом тяжёлом весе (1 раз)[44]
  - WWA International Cruiserweight Title Tournament (2003)[45]

- World Wrestling Federation
  - Чемпион WWF в полутяжёлом весе (1 раз)[46]